# Pomník Benedikta Roezla
Pomník Benedikta Roezla na Karlově náměstí v Praze pochází z roku 1898.

## Historie a popis
Pomník botaniku Benediktu Roezlovi dal postavit mezinárodní komitét ustavený po jeho smrti, který poskytl finanční prostředky. Trvalo třináct let, než pražští radní pod tlakem zahraniční veřejnosti souhlasili s umístěním pomníku v jižní části Karlova náměstí poblíž tzv. Faustova domu.
Bronzové sousoší Benedikta Roezla vytvořili sochaři Gustav Zoula (socha B. Roezla v pískovci) a Čeněk Vosmík. Autorem architektonického návrhu pomníku byl Eduard Sochor.
Vysoký pískovcový sokl s bronzovým sousoším a nápisy je umístěn na pětistupňovém polokruhovém stylobatu, uzavřeném po stranách nízkou římsou a dvěma kamennými vázami. Vstup byl původně uzavřen (dnes chybějícím) ozdobným bronzovým řetězem zavěšeným na dvou mosazných sloupcích. Horní plochu, oddělenou dvěma stupni, obklopuje nízká podkovovitá zídka z opracovaného kamene, zakončená v čele vyšším kamennou nadstavbou. Vlastní piedestal sochy má čtvercový půdorys, který se konkávně zužuje směrem nahoru, kde je profilovaná římsa a ustupující vlastní sokl sousoší. Piedestal obklopují na třech stranách kamenné lavice. Na přední straně jsou nápisy BENEDIKTU ROEZLOVI (12.8.1824, 14.10.1885) / SLAVNÉMU / BOTANIKU A CESTOVATELI / VĚNUJÍ / JEHO CTITELÉ. Pod římsou je kovový znak Prahy a pás s květy orchidejí.
Sousoší představuje stojícího botanika a cestovatele v klobouku a rozepjatém kabátě s knihou v pravé a bronzovou květinou v levé ruce. Za jeho nakročenou levou nohou sedí nahý indiánský chlapec s mačetou v pravé ruce.
Pomník Benedikta Roezla je kulturní památka České republiky evidovaná v Ústředním seznamu kulturních památek pod rejstříkovým číslem: 40070/1-1206.

## Záměna osob?
V 2. čísle 15. ročníku (listopad 1897) vyšel na poslední straně časopisu Zlatá Praha text, podepsaný jen písmenem M. Autor v textu tvrdil, že při plánování a výstavbě pomníku došlo k záměně osob, a to dokonce dvojí (Jan Svatopluk Presl / Josef Ressel / Benedikt Roezl). Šlo však zřejmě jen o dobový hoax, neboť k tomuto tvrzení chybí jakékoli doklady. Přesto se často uvádí jako fakt. Je ale pravda, že toto místo bylo původně Spolku českých chemiků pro vybudování Preslova pomníku přislíbeno.